# William H. Hume
William Henry Hume (Nueva York, 22 de marzo de 1834 - 11 de noviembre de 1899) fue un arquitecto estadounidense que desarrolló la mayoría de su carrera profesional en la ciudad de Nueva York .

## Obras notables
Algunas de sus obras destacadas son el Asilo Hebreo de Huérfanos de Nueva York (1884), en la Avenida Ámsterdam (utilizado como Army Hall en 1943 y luego por City College, el sitio es ahora el Jacob H. Schiff Playground); el Mutual Reserve Building, en 305 Broadway, construido entre 1892 y 1894; la Iglesia Presbiteriana Escocesa, en el 96th Street y Central Park West (durante la floreciente década de 1920 fue reemplazada por una «iglesia rascacielos» diseñada por Rosario Candela; construida en 1928-1829 incluía una torre de apartamentos y un nuevo santuario de la iglesia y espacio para aulas en la base y frente a West 96th Street); el Hotel New Netherland (1892), que en su momento fue el hotel más alto del mundo. Este edificio fue demolido y reemplazado por el Hotel Sherry Netherland en 1927.
Hume diseñó un añadido al B. Altman Dry Goods Store en 615–629 en la Sexta Avenida, entre las calles West 18th y 19th en el distrito Flatiron de Manhattan. La tienda original de B. Altman se construyó entre 1876 y 1877 (David & John Jardine), con el añadido en el sur de Hume en 1887, y otro añadido más en West 18th Street obra de Buchman & Fox en 1909. En 1906 B. Altman se mudó a la Quinta Avenida y 34th Street. 
La firma William H. Hume & Son también diseñó el Spingler Building (1896) en 5–9 Union Square West. Está ubicado en el lado oeste de Union Square, entre el edificio Lincoln y la antigua sede de Tiffany & Co., en 15 Union Square West. Otro de sus trabajos fue la tienda Simpson Crawford Simpson (1900) y los planes para el hogar y la escuela masónicos en Utica, Nueva York.

## Revisión crítica
Margot Gayle, escribiendo en Cast-Iron Architecture in New York: a Photographic Survey (1974), dice de 83-87 Grand Street, «El arquitecto William H. Hume lo hizo en 1883 como sala de exposición y almacén de seda, un añadido a esa sección del edificio... que había sido erigido 10 años antes. Quizás era parte de un único proyecto original, ya que el arquitecto hizo que los elementos de hierro para ese gran añadido se fundieran exactamente con el mismo diseño que para el primer edificio, lo que resultó en un todo unificado. La parte más antigua del edificio lleva la fecha de 1872 en su cornisa de hierro galvanizado y muestra la etiqueta de fundición de Lindsay, Graff & Megquier». También se le atribuye el 83-87 Grand Street, en la esquina suroeste de Greene Street (1872).

## Galería

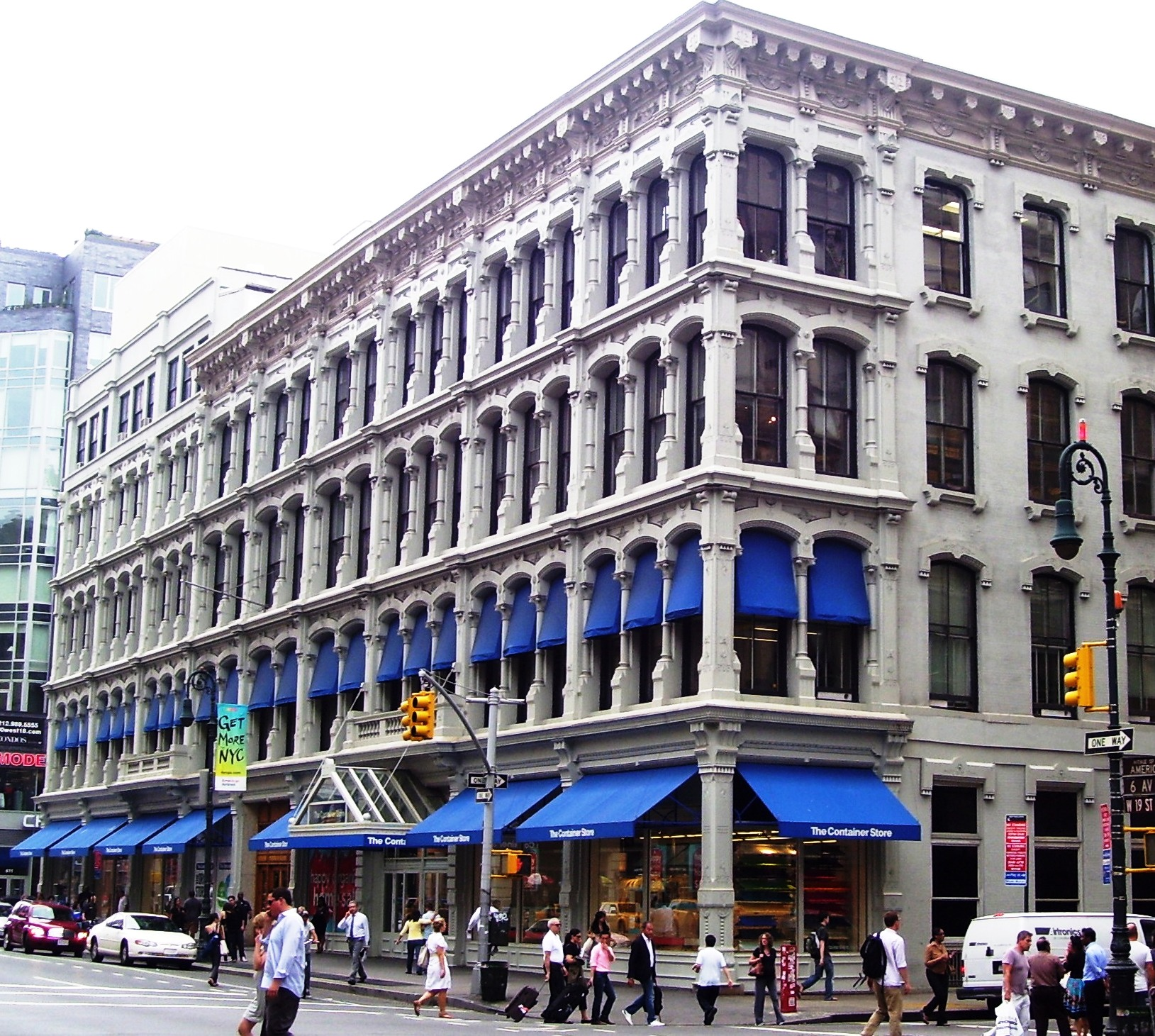
La tienda de B. Altman Dry Goods, construida entre 1876 y 1877
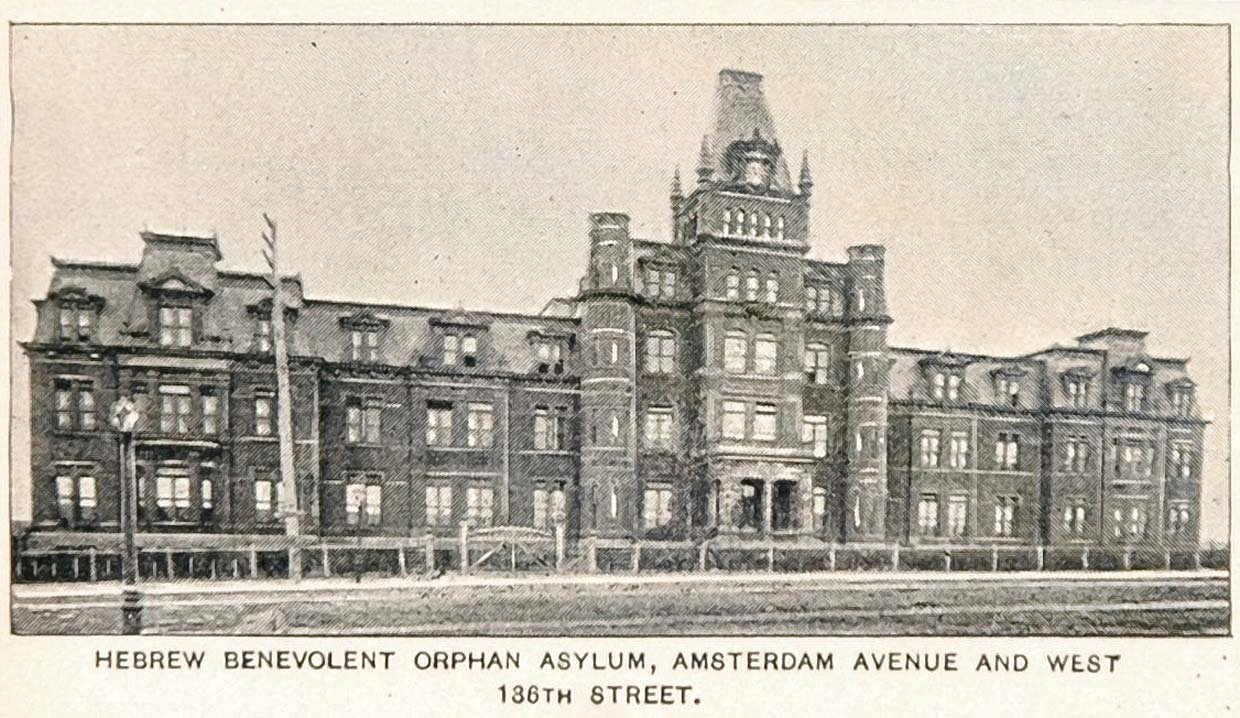
Asilo hebreo de huérfanos de Nueva York en 1893
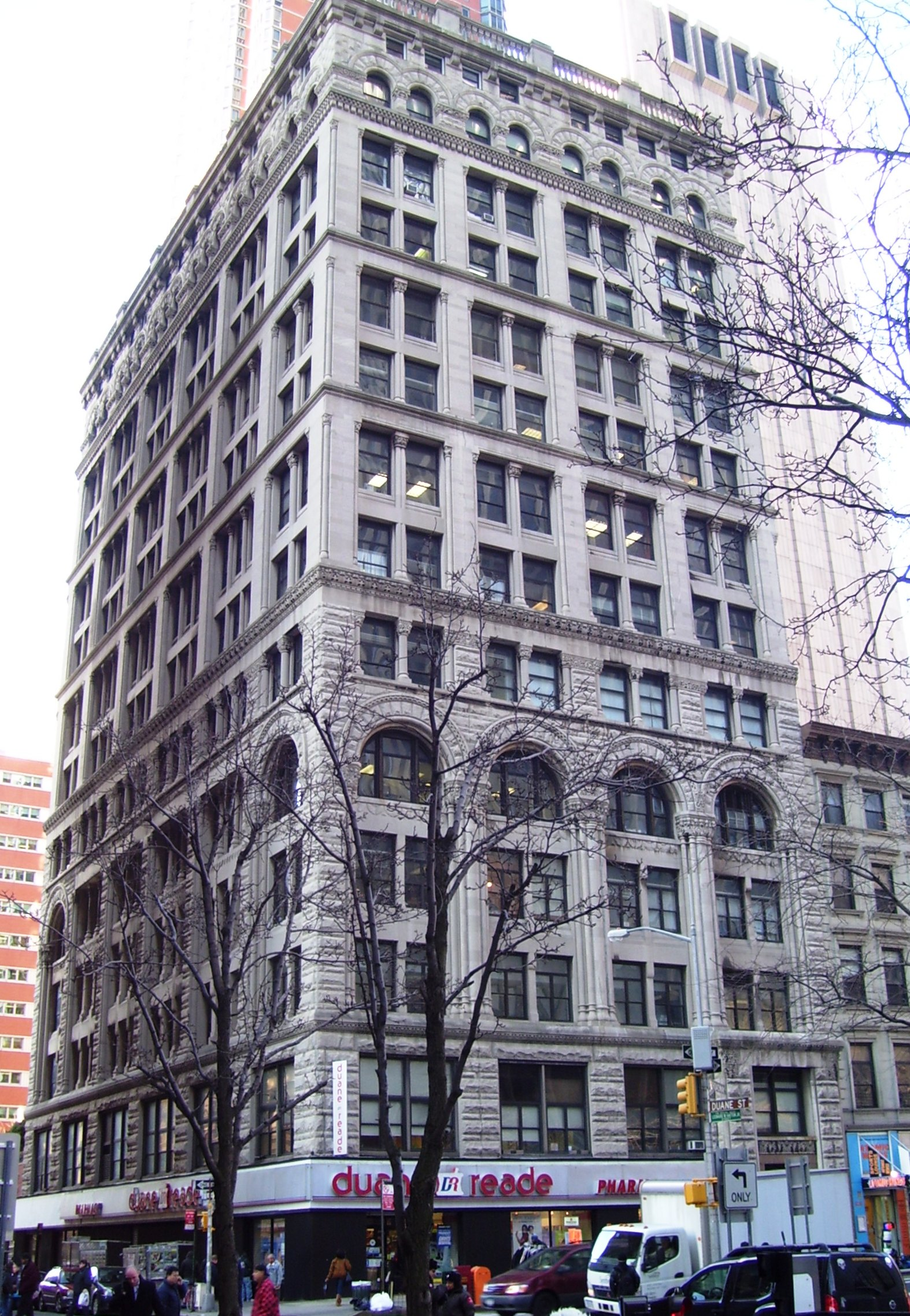
El Mutual Reserve Building en 305 Broadway, construido entre 1892 y 1894